# 施塔茲湖
46°29′46″N 9°52′07″E / 46.49611°N 9.86861°E

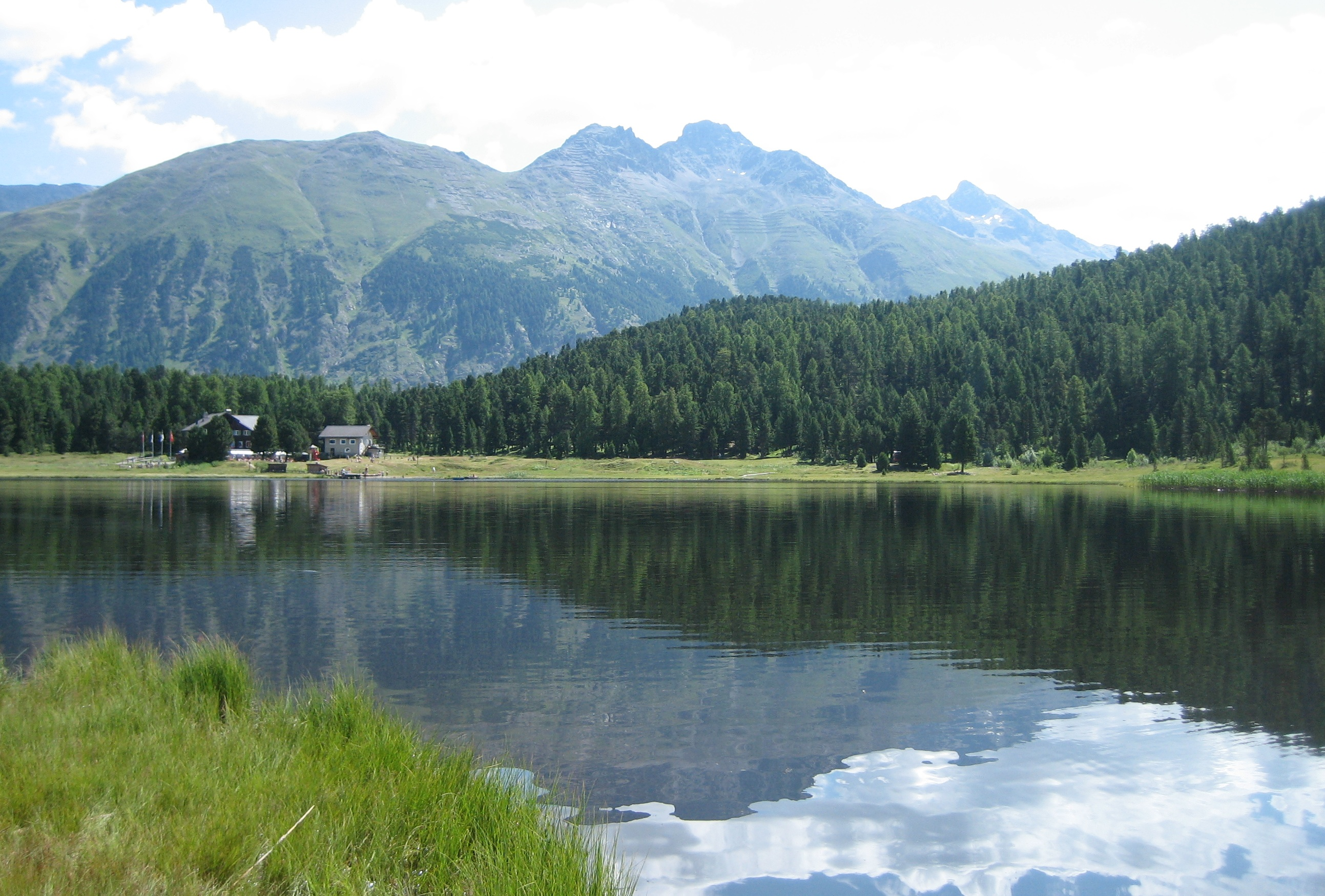

施塔茲湖（Stazerwald），是瑞士的湖泊，位於該國東南部，由格勞賓登州負責管轄，處於聖莫里茲湖附近，屬於切萊里納境內，該湖泊水深約5米。